# ソドマ
ソドマ（Il Sodoma, 1477年 - 1549年2月14日?）は、マニエリスム期のイタリアの画家。本名はジョヴァンニ・アントニオ・バッツィ（Giovanni Antonio Bazzi）。ソドマの絵は、シエナ派の伝統的様式の上に、16世紀ローマの盛期ルネサンス様式を付加した手法で描かれている。2度のローマ滞在を除けば、生涯のほとんどをシエナで過ごした。

## 生涯
ソドマはバチス家の出身で、ピエモンテのヴェルチェッリで生まれた。ソドマの最初の師匠は「アルカイック」と呼ばれたジョヴァンニ・マルティーノ・スパンツォッティ。
また、ジローラモ・ジオヴェノーネの弟子でもあったようである。その力強い彩色など独特のスタイルはロンバルディア派から獲得したものであろうが、ソドマがミラノに行ったことはあまり知られていない。
ともかく、レオナルド・ダ・ヴィンチの表面上のマニエリスムを取りこんで（フリードバーグ、1993:117）から、1503年にはシエナに移っていた。おそらくスパンノッキ家の代理人の要請があったものと思われる。ソドマはベネディクト会修道士のためにフレスコ画の連作を、また、シジズモンド・キージ侯爵のキージ宮には、ユリウス・カエサルの生涯をオウィディウス的な天井のパネルと小壁に描いた。

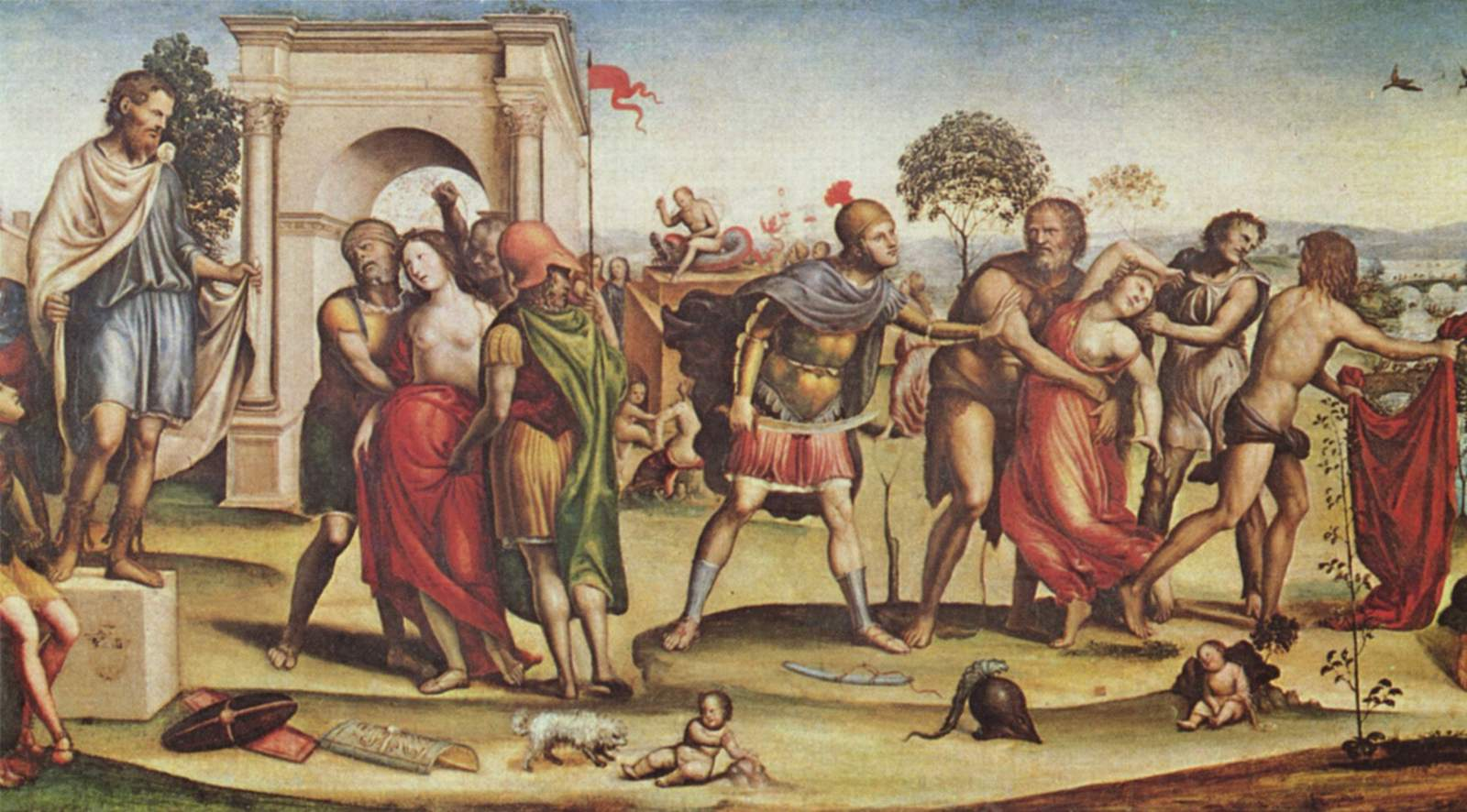
『サビニの女たちの略奪』（1525年頃）ローマ国立古典絵画館

ソドマはピントゥリッキオと並んでシエナで盛期ルネサンス様式を実践した最初の一人だった。そんなソドマの最初の重要な作品は、シエナからローマに行く途中にあるモンテ・オリヴェート・マジョーレのベネディクト会修道院に描いた17枚のフレスコ画であろう。聖ベネディクトゥスの生涯を描いたもので、1498年にルカ・シニョレッリの仕事を引き継いだものである。人気のあったピントゥリッキオの様式の中にある流暢さを取り入れて、1502年に完成したその絵の中には、アナグマの毛皮を着たソドマ自身も描かれている。
高名なシエナ人商人アゴスティーノ・キージに招かれて、ソドマは1508年にローマに行き、そこでバチカン宮殿の「署名の間」の仕事を教皇ユリウス2世から依頼された。ソドマはピンテゥリッキオが復古させた古典的様式で、2つの大作とさまざまな装飾、それに、見せかけの仕切りによって分けられた丸天井にはグロテスクなものを作り上げた。ジョルジョ・ヴァザーリの話によると、ソドマの大作を教皇は気に入らなかったらしい。しかし、教皇が「正義」「詩学」「神学」の制作を代わりにラファエロにやらせたという説は記録からは裏付けられない。
1510年10月にはソドマはシエナに戻っていて、キージ宮の外装を描いていた。白黒のキアロスクーロで、聖書やギリシア・ローマ時代を題材に描いたが、そのようなものはシエナでは初めてだった（ベルタリーニ、2001:553）。当時のソドマの絵には明らかにフィレンツェ派（とくにフラ・バルトロメオ）の影響が見て取れる。ちなみに外装はフレスコの化粧漆喰だった。
キージによって再びローマに呼び戻されたソドマは、ヴィラ・キージ（現ヴィラ・ファルネジーナ）でバルダッサーレ・ペルッツィと仕事をした。ソドマはそこでアレクサンドロス大王の生涯を描いた。『ダリウスのテントにいるアレクサンドロス』、『征服者とロクサネの婚礼』はどちらも傑作であると言われている。1513年、レオ10世がローマ教皇になり、ソドマは教皇に『ルクレチアの死』（いくつかの記述では『クレオパトラ』）を献上した。レオ10世はソドマに多額の報償を与え、ソドマをカヴァリエーレ（騎士）にした。
しばらくして、ソドマは再びシエナに戻り、ピサ、ヴォルテッラ、ルッカに仕事を探した。ルッカからシエナに戻ってきてまもなく、1549年2月14日、ソドマは亡くなった（古い話では1554年とも）。記録には残っていないが、おそらく浪費で財産を使い果たし、シエナの病院で赤貧のうちに死んだものと思われる。
若い頃、ソドマは結婚したらしいが、妻とはすぐに別れた。娘はソドマの弟子の一人バルトロメオ・ネオーニ（別名リッチョ・サネーゼ、またはマエストロ・リッチョ）と結婚した。

## 評価

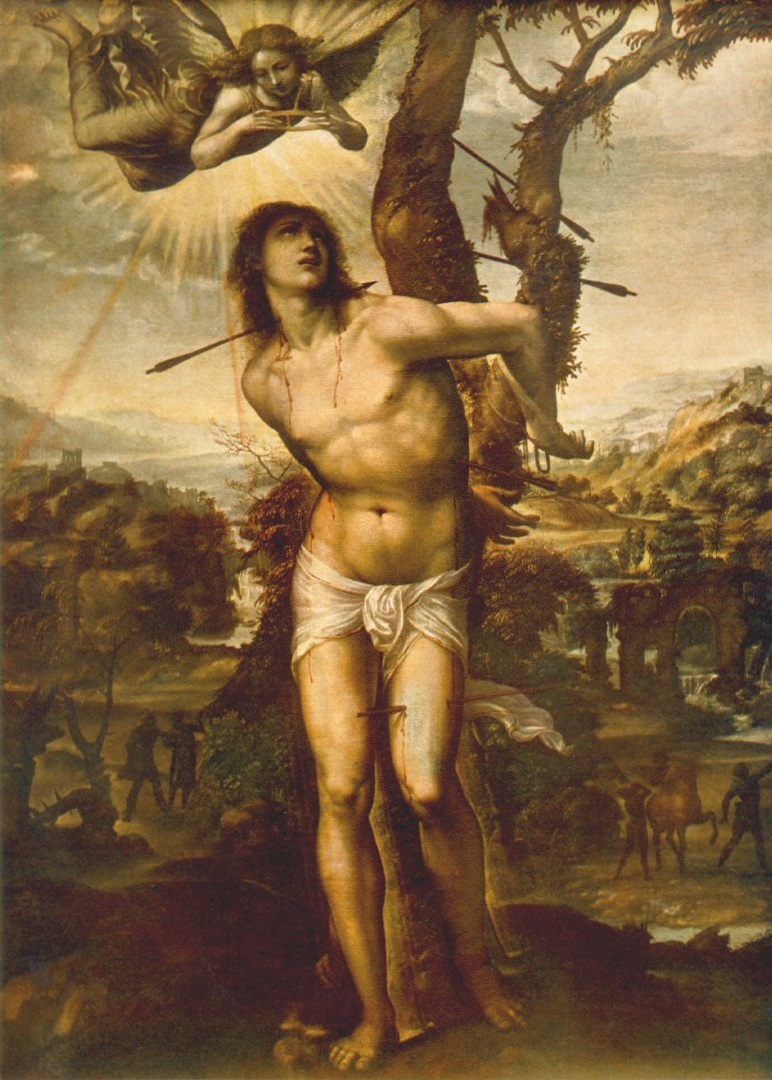
『聖セバスティアヌスの殉教』（1525年）フィレンツェ、パラティーナ美術館

ソドマはジョルジョ・ヴァザーリの著書『画家・彫刻家・建築家列伝』を愚弄し、ヴァザーリはソドマのモラルと行状を非難する記事と作品への賞賛をしないことでお返しした、と言われている。ヴァザーリによると、ソドマは“Il Mattaccio”（無鉄砲、凶暴）という名前で知られていて、このあだ名をつけたのはモンテ・オリヴェートの修道士たちだということである。さらに大道薬売りの着るようなけばけばしい服を着て、家はノアの箱船さながらに、奇妙で雑多な動物たちがソドマと一緒に暮らしていた。冗談ばかり言い、音楽が好きで、下品な内容の自作の詩を歌っていた。
ヴァザーリは、ソドマはいつも仕事が投げやりだったと主張する。これについてはシドニー・フリードバーグも、ソドマの初期の成功はシエナでだが、肖像画ばかり描いていたソドマには競争相手も審査員もいなかったのだから当然だ、と同意している。さらにヴァザーリは、年老いたソドマはさらに怠けるようになり、壁の上に直接描く塗るのではなくフレスコ画用の実物大の下絵を作った、と力説している。とはいえ、ヴァザーリはソドマのいくつかの作品はとても素晴らしい出来で、生きている間は評価も高かったことは認めている。
現在シエナ絵画館にある『聖家族』を含めた彼の作品のいくつかは、以前にはレオナルド・ダ・ヴィンチの作品と間違われていた。画架を使って描いた絵は稀であるが、ロンドンのナショナル・ギャラリーに2点ある。
ブレラ美術館にあるソドマの『聖母』には、親方の影響がダイレクトに見られるという評価がある（その絵が本当にソドマの描いたものかどうかは疑問視もされている）。現代の批評家は、ラファエロは『アテナイの学堂』の中にソドマの肖像画を描き、同時にキリスト教会のところにある絵はソドマが描いたラファエロの肖像画である、という仮定をそのまま引き継いでいる。
ソドマのフレスコ画でまず名前が挙がるのは、1526年に仕上げたシエナのサン・ドメニコ教会サンタ・カタリーナ礼拝堂であろう。そこに描かれた聖者は、カタリーナが天使から聖餐を受け取ったことに、陶酔し失神しそうである。サン・ベルナルディーノのオラトリーにある聖母マリアの生涯の場面（『訪問』、『聖母被昇天』、など）で、ジローラモ・デル・パッキア、ドメニコ・ベッカフーミと共同で制作した（1536年 - 1538年）。同じくシエナのサン・フランチェスコ教会には『キリストの降架』（1513年）と『鞭打たれるキリスト』がある。多くの批評家たちはソドマの最高傑作はその中のどれかだろうと言っている。ピサ大聖堂の聖歌隊席には『アブラハムの犠牲』が、フィレンツェのウフィツィ美術館には『聖セバスティアヌス』がある。

## 代表作
- Cinuzzi Deposition（1513年以前）シエナ絵画館
- ルクレチアの死（1513年）ブダペスト美術館
- 聖ゲオルギウスとドラゴン（1518年）ワシントン、ナショナル・ギャラリー[注釈 1]
- 征服者とロクサネの婚礼　ローマ、ヴィラ・ファルネジーナ
- 神聖な愛の寓意　シエナ、キージ・サラチーニ・コレクション
- カルバリの丘への道（1510年）ブダペスト美術館
- 鞭打たれるキリスト（1510年）ブダペスト美術館
- サビニの女たちの略奪（1525年）ローマ、国立古典絵画館
- 運命の3人の女神（1525年）ローマ、国立古典絵画館[注釈 2]
- 聖セバスティアヌスの殉教（1525年）油彩、キャンバス、206 x 154 cm/フィレンツェ、パラティーナ美術館
- 聖アルフォンソの聖職授任（1530年）シエナ、サント・スピリト教会
- 東方三博士の崇拝（1530年頃）シエナ、サンタゴスティーノ教会[8]
- 聖カタリーナの神秘的結婚（1539年 - 1540年）ローマ、ボルゲーゼ美術館[9]
- ピエタ（1540年）ローマ、ボルゲーゼ美術館
- 聖会話（1542年）ピサ、サン・マテオ国立博物館
- 聖母と天使と一緒の聖セバスティアヌス（1542年）ピサ、サン・マテオ国立博物館